# Alfabeto urdu

Esempio di caratteri Urdu

Alfabeto urdu

L'alfabeto urdu (اردو حروف تہجی) è un alfabeto con lettura da destra a sinistra usato nella lingua urdu. È una modifica dell'alfabeto persiano, che è anch'esso un derivato dell'alfabeto arabo. Con 38 lettere e nessun caso di lettere distinte, l'alfabeto urdu è tipicamente scritto con la scrittura Nastaʿlīq calligrafica, dove invece l'arabo è per lo più in stile Naskh. In dei casi sporadici, vengono date altre stime in merito al numero di lettere che effettivamente comprendono l'alfabeto urdu.
Di solito, le traslitterazioni Urdu in caratteri latini (chiamato Urdu latino) omettono molti elementi fonetici che non hanno equivalenti nelle lingue che fanno uso dell'alfabeto latino.
L'autorità nazionale del linguaggio del Pakistan ha sviluppato un numero di sistemi con notazioni specifiche per denotare suoni tipici dell'urdu, ma questi possono essere letti propriamente solo da qualcuno a cui è familiare l'urdu, il persiano o l'arabo per lettere come خ غ ط ص ح ع ظ ض o ق e l'Hindi per lettere come ڑ.

## Lettere
Sono elencate nella tabella sottostante le lettere (38) dell'alfabeto urdu con il nome, il valore in IPA e la loro trascrizione. Un sistema ricco di diacritici che differenzia bene le lettere omofone l'una dall'altra è il sistema ALA-LC, mentre quello Hunteriano rende solo il suono. La pronuncia esatta e precisa di ogni vocale si trova nella tabella che illustra le vocali.
| N°  | Lettera  | Nome della lettera              | Trascrizione ALA-LC +(Hunteriano) | IPA                             |
| --- | -------- | ------------------------------- | --------------------------------- | ------------------------------- |
| 1a  | ا        | 'alif                           | ā, ', –                           | /ɑː/, /ə/, /ʔ/, /∅/             |
| 1b  | آ‎        | ʾalif maddah                    | ā                                 | /aː/                            |
| 2   | ب‎        | bē                              | b                                 | /b/                             |
| 3   | پ‎        | pē                              | p                                 | /p/                             |
| 4   | ت‎        | tē                              | t                                 | /t̪/                             |
| 5   | ٹ‎        | ṭē                              | ṭ (t)                             | /ʈ/                             |
| 6   | ث‎        | s̱ē                              | s̱ (t)                             | /s/                             |
| 7   | ج‎        | jīm                             | j                                 | /d͡ʒ/                            |
| 8   | چ‎        | cē                              | c (ch)                            | /t͡ʃ/                            |
| 9   | ح‎        | baṛī ḥē                         | ḥ (h)                             | /h/, /ɦ/                        |
| 10  | خ‎        | k͟hē                             | k͟h (kh)                           | /x/                             |
| 11  | د‎        | dāl                             | d                                 | /d̪/                             |
| 12  | ڈ‎        | ḍāl                             | ḍ (d)                             | /ɖ/                             |
| 13  | ذ‎        | ẕāl                             | z                                 | /z/                             |
| 14  | ر‎        | rē                              | r                                 | /r/                             |
| 15  | ڑ‎        | ṛē                              | ṛ (r)                             | /ɽ/                             |
| 16  | ز‎        | zē                              | ẕ (z)                             | /z/                             |
| 17  | ژ‎        | zhē                             | zh                                | /ʒ/                             |
| 18  | س‎        | sīn                             | s                                 | /s/                             |
| 19  | ش‎        | shīn                            | sh                                | /ʃ/                             |
| 20  | ص‎        | ṣwād                            | ṣ (s)                             | /s/                             |
| 21  | ض‎        | ẓwād                            | ẓ (s)                             | /z/                             |
| 22  | ط‎        | t̤oʼē                            | t̤ (t)                             | /t/                             |
| 23  | ظ‎        | z̤oʼē                            | z̤ (z)                             | /z/                             |
| 24  | ع‎        | ʻain                            | '                                 | /ɑː/, /oː/, /eː/, /ʔ/, /ʕ/, /Ø/ |
| 25  | غ‎        | g͟hain                           | g͟h (g)                            | /ɣ/                             |
| 26  | ف‎        | fē                              | f                                 | /f/                             |
| 27  | ق‎        | qāf                             | q                                 | /q/                             |
| 28  | ک‎        | kāf                             | k                                 | /k/                             |
| 29  | گ‎        | gāf                             | g                                 | /ɡ/                             |
| 30a | ل‎        | lām                             | l                                 | /l/                             |
| 30b | لا, ــلا | lām-’alif                       | lā                                | /lɑː/                           |
| 31  | م‎        | mīm                             | m                                 | /m/                             |
| 32a | ن‎        | nūn                             | n                                 | /n/, /ɲ/, /ɳ/, /ŋ/              |
| 32b | ں        | nūn g͟hunnā                      | ṉ (n)                             | / ◌̃ /                           |
| 33  | و‎        | wāʼo                            | v (w); u, ō, au, ū                | /ʋ/; /ʊ/, /oː/, /ɔː/, /uː/      |
| 34a | ه، ـہ‎    | gōl hē, choṭī hē                | h                                 | /h/ o /ɦ/                       |
| 43b | ۃ ـۃ ﺔ   | tāʼ marbūṭah                    | (h)                               | /Ø/                             |
| 35  | ھ‎        | dō chashmī hē                   | h                                 | /ʰ/ o /ʱ/                       |
| 36  | ء‎; ئ;ؤ   | hamzah; yē hamzah; vāv-e mahmūz | '; –                              | /ʔ/; /Ø/                        |
| 37  | ی‎        | chōṭī yē                        | y, ī; á                           | /j/ o /iː/; /ɑː/                |
| 38  | ے‎        | baṛī yē                         | ai or ē                           | /ɛː/, o /eː/                    |

## Grafia (dall'alfabeto arabo-persiano)
Per illustrare le quattro forme di ogni lettera (isolata, posizione iniziale, posizione mediana, posizione finale), si illustra la grafia nell'alfabeto arabo-persiano, che è quello che si avvicina di più in assoluto a quello urdu. Per rendere le lettere riconoscibili in caso di vuoto di memoria, si affianca l'IPA con la pronuncia in persiano moderno, in molti casi uguale all'urdu. Le lettere modificate si comportano allo stesso modo di quelle in versione originale/base, ragion per cui non creano problemi. La grafia è ingrandita parecchio per permettere di vedere bene la forma.
| Forme contestuali | Forme contestuali | Forme contestuali | Forme contestuali | IPA                                  |
| Finale            | Intermedia        | Iniziale          | Isolata           | IPA                                  |
| ـا                | ـا                | آ / ا             | ﺍ                 | [ɑ], [ʔ]                             |
| ـب                | ـبـ               | ﺑ                 | ب                 | [b]                                  |
| ـپ                | ـپـ               | ﭘ                 | پ                 | [p]                                  |
| ـت                | ـتـ               | ﺗ                 | ﺕ                 | [t]                                  |
| ـث                | ـثـ               | ﺛ                 | ﺙ                 | [s]                                  |
| ﺞ‎                 | ـجـ‎               | ﺟ‎                 | ﺝ‎                 | [d͡ʒ]                                 |
| ﭻ‎                 | ـچـ‎               | ﭼ‎                 | ﭺ‎                 | [t͡ʃ]                                 |
| ﺢ‎                 | ـحـ‎               | ﺣ‎                 | ﺡ‎                 | [h]                                  |
| ﺦ‎                 | ـخـ‎               | ﺧ‎                 | ﺥ‎                 | [x]                                  |
| ـد‎                | ـد‎                | ﺩ‎                 | ﺩ‎                 | [d]                                  |
| ـذ‎                | ـذ‎                | ﺫ‎                 | ﺫ‎                 | [z]                                  |
| ـر‎                | ـر‎                | ﺭ‎                 | ﺭ‎                 | [ɾ]                                  |
| ـز‎                | ـز‎                | ﺯ‎                 | ﺯ‎                 | [z]                                  |
| ـژ‎                | ـژ‎                | ژ‎                 | ژ‎                 | [ʒ]                                  |
| ـس‎                | ـسـ‎               | ﺳ‎                 | ﺱ‎                 | [s]                                  |
| ـش‎                | ـشـ‎               | ﺷ‎                 | ﺵ‎                 | [ʃ]                                  |
| ـص‎                | ـصـ‎               | ﺻ‎                 | ﺹ‎                 | [s]                                  |
| ـض‎                | ـضـ‎               | ﺿ‎                 | ﺽ‎                 | [z]                                  |
| ـط‎                | ـطـ‎               | ﻃ‎                 | ﻁ‎                 | [t]                                  |
| ـظ‎                | ـظـ‎               | ﻇ‎                 | ﻅ‎                 | [z]                                  |
| ـع‎                | ـعـ‎               | ﻋ‎                 | ﻉ‎                 | [ʔ]                                  |
| ـغ‎                | ـغـ‎               | ﻏ‎                 | ﻍ‎                 | [ɣ], [ɢ]                             |
| ـف‎                | ـفـ‎               | ﻓ‎                 | ﻑ‎                 | [f]                                  |
| ـق‎                | ـقـ‎               | ﻗ‎                 | ﻕ‎                 | [ɢ], [ɣ], [q] (in alcuni dialetti)   |
| ـک‎                | ـکـ‎               | ﮐ‎                 | ک‎                 | [k]                                  |
| ـگ‎                | ـگـ‎               | ﮔ‎                 | گ‎                 | [ɡ]                                  |
| ـل‎                | ـلـ‎               | ﻟ‎                 | ﻝ‎                 | [l]                                  |
| ـم‎                | ـمـ‎               | ﻣ‎                 | ﻡ‎                 | [m]                                  |
| ـن‎                | ـنـ‎               | ﻧ‎                 | ﻥ‎                 | [n]                                  |
| ـو‎                | ـو‎                | و‎                 | و‎                 | [v], [uː], [o], [ow], [oː] (in dari) |
| ـه‎                | ـهـ‎               | هـ‎                | ﻩ‎                 | [h], [e]                             |
| ﯽ‎                 | ـیـ‎               | ﻳ‎                 | ﻯ‎                 | [j], [i], [eː] (in dari)             |

## Vocali
Questo è l'elenco delle vocali in urdu nella posizione iniziale, mediale e finale.
| Romanizzazione | Pronuncia | Finale | Mediale | Iniziale |
| -------------- | --------- | ------ | ------- | -------- |
| a              | /ə/       |        |         |          |
| ā              | /aː/      |        |         |          |
| i              | /ɪ/       |        |         |          |
| ī              | /iː/      |        |         |          |
| u              | /ʊ/       |        |         |          |
| ū              | /uː/      |        |         |          |
| ē              | /eː/      |        |         |          |
| ai             | /ɛː/      |        |         |          |
| ō              | /oː/      |        |         |          |
| au             | /ɔː/      |        |         |          |

### Vocali brevi: tre esempi di utilizzo
Le vocali brevi ("a", "i", "u") sono rappresentate da un segnetto sopra e sotto una consonante. Nella grafia corrente, le vocali brevi e l'assenza di vocale (rappresentata con un cerchiolino sopra la consonante che in arabo si chiama "sukuun") non vengono segnalate. Non viene nemmeno segnata la geminazione/tensificazione della consonante (e.g. "pala" VS "palla") con la shadda/tashdiid in arabo, simile a una "ω" scritta sopra la consonante
| Vocale | Nome  | Trascrizione | IPA |
| ------ | ----- | ------------ | --- |
| بَ      | zabar | ba           | /ə/ |
| بِ      | zer   | bi           | /ɪ/ |
| بُ      | pesh  | bu           | /ʊ/ |

## Uso di lettere specifiche

### Lettere retroflesse
Le consonanti retroflesse, già elencate, non sono presenti nell'alfabeto persiano, e quindi sono state create specificatamente per l'Urdu. Ciò è stato compiuto ponendo una sovrascrittura ط (to'e) sopra la corrispondente consonante dentale.
| Lettera | Nome | IPA |
| ------- | ---- | --- |
| ٹ       | ṭe   | [ʈ] |
| ڈ       | ḍāl  | [ɖ] |
| ڑ       | aṛ   | [ɽ] |

### Do chashmī he
La lettera do chashmī he (ھ) è usata nelle parole native Hindustānī, per l'aspirazione di certe consonanti. Le consonanti aspirate sono talvolta classificate come lettere separate, sebbene ci vogliono due caratteri per rappresentarle.
| Lettera | Latinizz. | IPA     |
| بھا     | bhā       | [bʱɑː]  |
| پھا     | phā       | [pʰɑː]  |
| تھا     | thā       | [t̪ʰɑː]  |
| ٹھا     | ṭhā       | [ʈʰɑː]  |
| جھا     | jhā       | [d͡ʒʱɑː] |
| چھا     | chā       | [t͡ʃʰɑː] |
| دھا     | dhā       | [dʱɑː]  |
| ڈھا     | ḍhā       | [ɖʱɑː]  |
| ‎ڑھا     | ṛhā       | [ɽʱɑː]  |
| کھا     | khā       | [kʰɑː]  |
| گھا     | ghā       | [ɡʱɑː]  |

## Pronuncia puntuale delle vocali e consonanti

### Consonanti
Alle consonanti si aggiungono delle annotazioni in cui si mostra in breve la pronuncia in arabo, la lingua d'origine dell'alfabeto. Queste informazioni permettono di distinguere delle lettere aventi la stessa pronuncia ma diversa grafia, il che indica che in origine erano suoni diversi. La distinzione si è persa nelle lingue in cui l'alfabeto arabo è stato preso a prestito, incluso in persiano. Queste annotazioni dunque hanno un'utilità base.
| Lettera  | Trascrizione IPA           | Spiegazione |
| -------- | -------------------------- | --- |
| ا        | /ɑː/, /ə/, /ʔ/, /∅/        | Vedi sezione "vocali". |
| آ‎        | /aː/                       | Vedi sezione "vocali". |
| ب‎        | /b/                        | È una "b" di balena, consonante sonora. Una consonante si dice sonora se il palmo della mano intorno alla gola sente le vibrazioni delle corde vocali durante la pronuncia. Si paragonino "ffff" e "ssss" a "mmmm" e "vvvv". |
| پ‎        | /p/                        | È una "p" di palla, consonante sorda. |
| ت‎        | /t̪/                        | È una "t" di tavolo, consonante sorda. |
| ٹ‎        | /ʈ/                        | È una "t" di tavolo sorda e retroflessa/cacuminale. Una consonante si dice retroflessa se la lingua, durante la pronuncia, è piegata all'indietro. In questo suono, tocca l'incavo del palato. Un esempio diffuso di lettera retroflessa è la "r" inglese, come nella parola "crime". La piccola ط in alto indica la retroflessione e deriva dalla stilizzazione di quattro puntini (due in alto e due in alto). Tutte le retroflesse non sono presenti in arabo. |
| ث‎        | /s/                        | È una "s" di senza, consonante sorda. In arabo è /θ/ sordo interdentale, come in inglese. I tre punti, nella grafia a mano corrente, si possono semplificare in una sorta di triangolo senza la base vagamente simile alla lettera lamba, Λ. |
| ج‎        | /d͡ʒ/                       | È una "gi" di gelato, consonante sonora. |
| چ‎        | /t͡ʃ/                       | È una "ci" di ciao, consonante sorda. |
| ح‎        | /h/, /ɦ/                   | È un'aspirazione come nell'inglese have che può essere sorda o sonora. In arabo questa aspirazione era sorda e faringale, cioè un'aspirazione cupa, strozzata e cavernosa, emessa dal fondo della gola e tenendo la radice della lingua vicino alla parete della faringe/gola. |
| خ‎        | /x/                        | È una "c" di cane sorda e senza contatto tra organi. In arabo è un'aspirazione sorda in cui si fa vibrare l'ugola (un pendaglio in fondo alla bocca) con la radice della lingua, come in francese e portoghese (in tedesco invece è sonora e si trascrive /R/). |
| د‎        | /d̪/                        | È una "d" di dente, consonante sonora. |
| ڈ‎        | /ɖ/                        | È una "d" di dente, sonora e retroflessa. |
| ذ‎        | /z/                        | È una "s" di senza con sonorizzazione (cioè si aggiunge la vibrazione delle corde vocali al suono). In alternativa si può pensare come una "z" di zanzara sonorizzata (come in Norditalia) ma senza contatto tra organi. In arabo, si pronuncia /ð/ sonora interdentale, come in inglese. |
| ر‎        | /r/~/ɾ/                    | È una "r" di rana, consonante sonora polivibrante. Se intervocalica, si riduce in monovibrante, come nell'italiano arare e nell'inglese statunitense city, better. |
| ڑ‎        | /ɽ/                        | È una "r" di rana ma senza vibrazione e retroflessa, come in inglese. |
| ز‎        | /z/                        | È la /z/. |
| ژ‎        | /ʒ/                        | È una "gi" di giorno, sonora e senza contatto tra organi. Un suono simile si trova in francese, portoghese, hausa e catalano. Non è presente in arabo. |
| س‎        | /s/                        | È una "s" di senza, consonante sorda. |
| ش‎        | /ʃ/                        | È una "sci" di scienza, consonante sorda. |
| ص‎        | /s/                        | È una "s" di senza, consonante sorda. In arabo è faringalizzata, cioè pronunciata con la radice della lingua già in posizione di faringalizzazione, cioè tenuta vicina alla paete della faringe/gola, come se ci si stesse soffocando con la lingua. |
| ض‎        | /z/                        | È una /z/. In arabo è /d/ faringalizzata. |
| ط‎        | /t/                        | È una "t" di tavolo, consonante sorda. In arabo è faringalizzata. |
| ظ‎        | /z/                        | È una /z/. In arabo è /ð/ o la variante /z/ faringalizzate. |
| ع‎        | /Ø/                        | È muta. In arabo è una fricativa faringale sonora, che si può approssimare come un suono vocalico neutro pronunciato con la radice della lingua già tenuta vicina alla parete della faringe/gola. |
| غ‎        | /ɣ/                        | È una "g" di gatto, sonora e senza contatto tra organi. In arabo è la vibrazione dell'ugola effettuata con la radice della lingua ma sonorizzata, stavolta come in tedesco /R/. |
| ف‎        | /f/                        | È una "f" di farfalla, consonante sorda. |
| ق‎        | /q/                        | È una "c" di cane, sorda ma pronunciata non con il dorso della lingua contro la zona tondeggiante del palato, ma con la radice della lingua contro la zona morbida del palato/velo palatino/zona uvulare (cioè dove si trova l'ugola). |
| ک‎        | /k/                        | È una "c" di cane, consonante sorda. |
| گ‎        | /ɡ/                        | È una "g" di gatto, consonante sonora. Non si trova in arabo standard (lingua fusha), ma si trova nel dialetto egiziano. Si trovava però in Old Arabic */g/, da cui discende l'arabo standard /d͡ʒ/, che colloquialmente perde il contatto tra organi e diventa /ʒ/. Si pensi alla parola "cammello", che ricalca una pronuncia arcaica. |
| ل‎        | /l/                        | È una "l" di leva, consonante sonora. Nella parola "Allah", se si ritiene la pronuncia araba, si sente una L molto enfatica e faringalizzata. |
| لا, ــلا | /lɑː/                      | È una "la" di lana, con allungamento vocalico. La lettera è una lam con una alif messa in diagonale al suo interno. Con il tempo la stilizzazione ha portato a una fusione delle due lettere in una sorta di ɣ. |
| م‎        | /m/                        | È una "m" di mano, consonante sonora. |
| ن‎        | /n/, /ɲ/, /ɳ/, /ŋ/         | È una "n" di nave, consonante sonora. Può assimilarsi e accomodarsi in base alla consonante successiva, ragion per cui potenzialmente ha più pronunce (si pensi all'italiano panca e fango, in cui si sente pronunciata con il dorso della lingua contro il palato, e anfora, in cui diventa una consonante labiodentale). |
| ں        | / ◌̃ /                      | È un segno che indica la nasalizzazione della vocale precedente. La nasalizzazione è presente anche in francese, portoghese, polacco, dialetto shanghainese, bengali, hindi e sanscrito. In IPA viene segnalata con un tildo. Durante la pronuncia della vocale, si tiene il velo palatino rilassato, in modo che il suono esce dalla cavità nasale. Il segno grafico in alfabeto urdu assomiglia a una "n" senza il punto. Questa versione è quella che si trova a fine parola (in hindi invece si usa la mezzaluna/chandrabindu in alto). Se la vocale nasalizzata è in mezzo alla parola, la vocale nasalizzata viene indicata con un diacritico che assomiglia a una piccola "ں" scritta sulla consonante (e, se si scrive, sopra la vocale breve). |
| و‎        | /ʋ/; /ʊ/, /oː/, /ɔː/, /uː/ | Vedi sezione "vocali". |
| ه، ـہ‎ ہـ | /h/ o /ɦ/                  | È un'aspirazione sorda o sonora. Attenzione alla grafia, diversa da quella dell'arabo. Da isolata a forma finale, è ـہ ـہـ ہـ ہ . La grafia araba si usa per creare le consonanti sorde e sonore aspirate (vedi avanti). |
| ۃ ـۃ ﺔ   | /Ø/                        | È un suono muto e in arabo si usa per indicare il suffisso del femminile ed è sempre preceduto da /a/ (eg. "Mudiir" direttore > "Mudiira(t)" direttrice). Non si pronuncia a meno che si pronuncia anche il caso grammaticale. In tal caso, dopo la /a/ si sente /t/ e la vocale del caso (e.g. "La direttrice" come nominativo/soggetto della frase > Al-mudiiratu). Le parole che hanno questo segnetto a fine parola sono prestiti arabi che ritengono semplicemente il suffisso del femminile /a/. Questa lettera si trova sempre a fine parola e si scrive a forma di goccia ۃ se preceduta da una lettera con cui non si lega ortograficamente o in forma isolata.                                                                                |
| ھ‎        | /ʰ/ o /ʱ/                  | È una /h/ scritta in posizione intermedia e, se preceduta da consonante (e quindi non intervocalica) segna che la consonante, sorda o sonora, viene colpita da aspirazione sorda o sonora (dipende se la consonante in questione è sorda o sonora: se sorda è anch'essa sorda, se sonora è anch'essa sonora. Se sonora, in IPA ha un piegamento in alto). |
| ء‎; ئ ;ؤ  | /ʔ/; /Ø/                   | È la hamzah e si può scrivere in forma isolata o sopra una lettera che, secondo la terminologia degli antichi grammatici arabi, fa da "sedia" (kursiyy) all'hamza (anche la alif fa da sedia a dei diacritici). Questa consonante (stacco glottale/colpo di glottide) si pronuncia immaginando di tirare un colpetto di tosse. Più lettere possono fare da sedia (in arabo, in base a delle complesse regole ortografiche precise). |
| ی‎; (ىٰ)   | /j/ o /iː/; /ɑː/           | Vedi sezione "vocali". La seconda possibilità è usata in arabo e si pronuncia /a:/ lunga. Il suo valore è ulteriormente disamgibuato da una piccola alif scritta nella lettera, detta "dagger alif/alif pugnale". In arabo, si trova alla fine delle parole indeclinabili, che finiscono in /a:/. |
| ے‎        | /ɛː/, o /eː/               | Vedi sezione "vocali" |

L'urdu ha numerosi prestiti arabi che vengono adattati in base alla fonetica urdu, il che spiega numerose differenze con la pronuncia araba originale (il fenomeno però riguarda tutte le lingue che hanno prestiti). Per esempio, le faringalizzazioni non vengono eseguite.

### Vocali e allungamenti vocalici
| Finale | Mediale | Iniziale | IPA   | Spiegazione |
| ------ | ------- | -------- | ----- | --- |
|        |         |          | /ə/   | È una schwa/vocale neutra (in arabo è /a/ breve). La vocale neutra, che è anche la vocale di default in hindi (ma non in bengali, in cui è /ʌ/ aperta non arrotondata), si ottiene immaginando di declamare le consonanti dell'alfabeto ("a, bi, ci, di, e, effe, gi...") senza il nome per intero ("a, b, c, d, e, f, g..."). In arabo, se a inizio parola, una vocale è sempre accompagnata da stacco glottale (hamza) scritta sulla alif, che funge da sedia (in più in arabo si può scrivere in piccolo la hamza sotto alla /a/). Si scrive come un trattino sempre in alto rispetto alla consonante o sedia. Infine, la alif in arabo è anche la sedia per un semplice stacco glottale dentro la parola (e.g. fa'r فأْر, "topo"). |
|        |         |          | /aː/  | È una "a" di albero con allungamento vocalico. Se si scrive la vocale breve, la consonante presenterà ovviamente una /a/. L'allungamento vocalico si ottiene proprio facendo seguire a questa consonante la alif. Se a inizio parola, si scrive come ortografia come una "alif madda", come si chiama in arabo. In più, in arabo (come intuibile) a inizio parola è accompagnata dallo stacco glottale. In più, in arabo la alif madda si può trovare in mezzo alla parola e contiene sempre uno stacco glottale. |
|        |         |          | /ɪ/   | È una "i" di piccolo, vocale breve e aperta rispetto all'italiano, in cui è chiusa. A inizio parola ha la alif come sedia. In più, in arabo in questa posizione ha uno stacco glottale con la alif come sedia. |
|        |         | اِی       | /iː/  | È una "i" di piccolo, chiusa e con allungamento vocalico. Si ottiene mettendo la yaa senza punti (tranne se dentro la parola) dopo una consonante con /i/ breve, che si può anche non scrivere. Se si scrive, è un trattino che va sempre in basso. Se a inizio parola, la /i/ si scrive sulla alif come sedia. In più, in arabo si sente in questa posizione uno stacco glottale che accompagna l'attacco della vocale lunga. |
|        |         |          | /ʊ/   | È una "u" di ultimo, vocale aperta e arrotondata/procheila. Una vocale si dice arrotondata se si pronuncia tenendo le labbra arrotondate in un cerchiolino. Si disegna come un ricciolo (una piccola vav) sempre in alto alla consonante. A inizio parola ha la alif come sedia. In più, in arabo in questa posizione ha uno stacco glottale. |
|        |         | اُو       | /uː/  | È una "u" di ultimo, vocale chiusa arrotondata e lunga. Si ottiene scrivendo facoltativamente la /u/ breve su una vocale e facendola seguire da una vav. A inizio parola, la /u/ si scrive sulla alif come sedia. |
|        |         |          | /eː/  | È una "e" di elmetto, vocale lunga chiusa. Sulla alif non si scrive nulla: non esiste la /e/ breve in arabo. |
|        |         | اَے       | /ɛː/  | È una "é" di perché, vocale lunga aperta. Viene seguita da ے invece che da ی. Sulla alif si scrive una /a/, forse per imitare il dittongo /ai/, forse presente in sanscrito e che oggi si modifica in hindi in un suono simile (anche in greco e francese avviene una trasformazione simile). La stessa romanizzazione è "ai" |
|        |         |          | /oː/  | È una "o" di occhio, vocale lunga chiusa e arrotondata. Sulla alif non si scrive nulla: non esiste la /o/ in arabo. |
|        |         |          | /ɔː/  | È una "o" di occhio, vocale lunga aperta e arrotondata. Sulla alif si scrive una /a/, forse per imitare il dittongo /au/, forse presente in sanscrito e che oggi si modifica in hindi in un suono simile (anche francese avviene una trasformazione simile). La stessa romanizzazione è "au". |
| ـًا     | - - -   | - - -    | -/an/ | È una "an" di andare e si trova in rari prestiti arabi. Si tratta della nunazione sulla /a/ per formare quello che in italiano corrisponde all'articolo indeterminativo per dare un connotato di indeterminazione al vocabolo (e.g. uno studente VS lo studente) e per formare gli avverbi. sono due tratti per scrivere la /a/ l'uno sull'altro seguiti da una alif sorda. Se la consonante avente la nunazione è la lam, si scrive come intuibile sulla lam-alif لًا. Si tratta dell'unico caso di nunazione che si può vedere in urdu. |

### Lettere aspirate
Come lettera-fantoccio, viene messa la /a:/ lunga dopo la consonante aspirata. La /h/ che serve a creare le consonanti sorde e sonore aspirate è quella con grafia araba (solo la forma isolata è diversa). Da isolata a finale, è  ـھ 	 ـھـ 	 ھـ 	 ھ .
| Lettera | IPA     | Spiegazione                                                                                                |
| ------- | ------- | --- |
| بھا     | [bʱɑː]  | È una "b" di balena con aspirazione sonora (per tutto il tempo si sente la vibrazione delle corde vocali). |
| پھا     | [pʰɑː]  | È una "p" di palla con aspirazione sorda.                                                                  |
| تھا     | [t̪ʰɑː]  | È una "t" di tavolo con aspirazione sorda.                                                                 |
| ٹھا     | [ʈʰɑː]  | È una "t" di tavolo, retroflessa e con aspirazione sorda.                                                  |
| جھا     | [d͡ʒʱɑː] | È una "gi" di gioco con aspirazione sonora.                                                                |
| چھا     | [t͡ʃʰɑː] | È una "ci" di ciao con aspirazione sorda.                                                                  |
| دھا     | [dʱɑː]  | È una "d" di dente con aspirazione sonora.                                                                 |
| ڈھا     | [ɖʱɑː]  | È una "d" di dente, retroflessa e con aspirazione sonora.                                                  |
| ڑھا     | [ɽʱɑː]  | È una "r" non vibrante e retroflessa come nell'inglese "crime" e con aspirazione sonora.                   |
| کھا     | [kʰɑː]  | È una "c" di cane con aspirazione sorda.                                                                   |
| گھا     | [ɡʱɑː]  | È una "g" di gatto con aspirazione sonora.                                                                 |